# 16 mars 2012
Le vendredi 16 mars 2012 est le 76e jour de l'année 2012.

## Décès
- Aziz Ab'Sáber (né le 24 octobre 1924), scientifique brésilien
- Estanislao Basora (né le 18 novembre 1926), joueur de football espagnol
- Georges Aber (né le 17 juillet 1930), auteur-compositeur français
- Muhammad Abd-el-Rahman Barker (né le 3 novembre 1929), professeur américain d'Ourdou et d'études sud-asiatiques
- Peter Serracino Inglott (né le 26 avril 1936), professeur à la faculté de théologie de l'Université de Malte
- Pierrette Nardo (née en 1955), auteure ethnobotaniste française

## Événements
- Création de la réserve naturelle régionale de la forêt de Mequillet « Le Hardtwald »
- Sortie de The Social Network Song
- Sortie du jeu vidéo World of Tanks